# Podstawa słowotwórcza
Podstawa słowotwórcza, baza słowotwórcza – wyraz podstawowy, którego temat staje się podstawą dla utworzenia nowego wyrazu (derywatu, czyli wyrazu pochodnego). Przykładowo: kłamać (wyraz podstawowy) ⇒ kłamca (wyraz pochodny), wydrukować (wyraz podstawowy) ⇒ dodrukować (wyraz pochodny). Formant słowotwórczy dodany do podstawy modyfikuje znaczenie podstawy w sposób regularny lub radykalnie je zmienia. 
Określenie to bywa różnie definiowane przez autorów. W innym ujęciu podstawa słowotwórcza to część wspólna wyrazu podstawowego i pochodnego (inaczej: ta część wyrazu motywującego, która weszła do wyrazu motywowanego), bez formantu słowotwórczego. Przykładowo: suszyć ⇒ susz-arnia. Podstawę słowotwórczą można uzyskać poprzez odcięcie końcówki fleksyjnej w wyrazie podstawowym (np. krzywy ⇒ krzywica, krzywy bez -y ⇒ krzyw-). Czasami jest tożsama z wyrazem podstawowym, np. stryj ⇒ stryj-ek. W tym znaczeniu stosuje się również terminy „temat słowotwórczy” i „pień”. Termin „podstawa słowotwórcza” jako określenie tematu słowotwórczego występuje w praktyce szkolnej.